# Ronald Forbes
Ronald Forbes, född 5 april 1985, är en friidrottare från Caymanöarna. Han deltog vid olympiska sommarspelen 2008, olympiska sommarspelen 2016 och olympiska sommarspelen 2016.